# Trevor Meredith
Trevor George Meredith (Stottesdon, 25 dicembre 1936) è un ex calciatore inglese, di ruolo centrocampista.

## Caratteristiche tecniche
Era un'ala.

## Carriera
Meredith all'età di 17 anni si arruola nell'esercito e, parallelamente, inizia a giocare a livello semiprofessionistico con i Kidderminster, club della Southern Football League (all'epoca una delle principali leghe calcistiche inglesi al di fuori della Football League); nel 1957 passa al Burnley, club della prima divisione inglese, diventando quindi professionista: trascorre tuttavia le sue prime due stagioni ai Clarets senza presenze in incontri ufficiali in prima squadra, e fa il suo vero e proprio esordio solamente all'età di 23 anni nella stagione 1959-1960, nella quale gioca in totale 7 partite e segna 3 gol, uno dei quali il 2 maggio 1960 nella vittoria per 2-1 contro il Manchester City decisivo per la vittoria del campionato, titolo che i Clarets non conquistavano dal 1921. L'anno seguente, oltre a vincere il Charity Shield, segna 3 gol in 12 partite di campionato, tornando poi ai margini della rosa nel biennio 1961-1963 (3 e 2 presenze rispettivamente nelle stagioni 1961-1962 e 1962-1963); torna a giocare con maggiore regolarità durante la stagione 1963-1964, nella quale segna 2 gol in 13 presenze, per un totale in carriera di 38 presenze e 7 gol in prima divisione (nell'arco di sette stagioni). Si trasferisce successivamente in terza divisione allo Shrewsbury Town, club di cui diventa un punto fermo per la seconda metà degli anni '60 ed in cui gioca complessivamente fino al termine della stagione 1971-1972 quando, all'età di 36 anni, si ritira, segnando in totale 41 reti in 235 partite di campionato con gli Shrews.
In carriera ha totalizzato complessivamente 273 presenze e 48 reti nei campionati della Football League.

## Palmarès

### Club

#### Competizioni nazionali
- Campionato inglese: 1

Burnley: 1959-1960
- FA Charity Shield: 1

Burnley: 1960